# Kielgan-Viertel
Das Kielgan-Viertel ist ein im Zweiten Weltkrieg stark beschädigtes Landhausviertel in Berlin-Schöneberg und Berlin-Tiergarten nahe dem Lützowplatz und dem Nollendorfplatz. Es entstand im 19. Jahrhundert beiderseits der Kurfürstenstraße, der damaligen Stadtgrenze zwischen Berlin und Charlottenburg.

## Geschichte

Plan des Kielgan-Viertels aus dem Jahr 1922: Die Kurfürstenstraße bildete seinerzeit die Grenze zwischen Berlin und Charlottenburg und ist heute die Ortsteilgrenze zwischen Tiergarten und Schöneberg

Das Kielgan-Viertel wurde nach dem Gärtnerei- und Gutsbesitzer Georg Friedrich Kielgan (eigentlich: Kilian, * 13. April 1807; † 17. Februar 1876) benannt, der in den 1860er Jahren größere Ländereien in der Nähe des heutigen Nollendorfplatzes erwarb. Kielgan ließ ab 1867 auf seinem Grundbesitz ein Wohnviertel für wohlhabendere Schichten bauen. Dazu wurden nach den Plänen des Baumeisters Otto Wuttke – für Berlin unüblich – kleine Stichstraßen angelegt und eine Bebauung mit Einzel- und Doppel-Landhäusern durchgeführt. Im nördlichen Teil des Viertels, der zur Stadt Berlin gehörte, entstanden so die Buchenstraße sowie die Ulmenstraße und im südlichen Teil, der zur Stadt Charlottenburg gehörte, die Ahornstraße, die Maienstraße sowie die Kielganstraße, die alle am 11. Juni 1870 durch eine Kabinettsorder ihre Namen erhielten.
Eine Petition der Bewohner des Charlottenburger Teils des Kielgan-Viertels an den Minister des Innern vom 18. Mai 1880 mit der Bitte um Einverleibung in die Stadt Berlin scheiterte. Nach dem Inkrafttreten des Gesetzes über die Bildung der neuen Stadtgemeinde Berlin vom 1. Oktober 1920 gehörten der Berliner Teil des Viertels zum Bezirk Tiergarten und der Charlottenburger Teil zum Bezirk Charlottenburg von Groß-Berlin. Durch die Bezirksreform von 1938 kam der Charlottenburger Teil zum Bezirk Schöneberg (seit 2001 Bezirk Tempelhof-Schöneberg). Die Kurfürstenstraße bildet heute die Grenze zwischen den Berliner Ortsteilen Tiergarten und Schöneberg.
Das im Zweiten Weltkrieg weitgehend zerstörte Kielgan-Viertel ist ein wichtiges frühes Beispiel für die bereits in den 1860er Jahren einsetzende planmäßige Erschließung von Arealen für Landhäuser und Villen. Die Buchenstraße und die Ulmenstraße wurden in den 1970er Jahren mit dem Französischen Gymnasium Berlin überbaut und aufgehoben. Von der ursprünglichen Bebauung des Viertels sind heute nur noch sieben Bauten erhalten, darunter
- in Berlin-Tiergarten
  - die Villa Ullstein in der Derfflingerstraße 6 (früher: Ulmenstraße 3)[2]
  - die Villa Maltzahn in der Derfflingerstraße 8[3]
  - die Villa Schwatlo in der Kurfürstenstraße 57[4]
  - die Villa Rossmann mit dem Café Einstein in der Kurfürstenstraße 58[5]
  - das Haus Fromberg in der Kurfürstenstraße 132[6]
- in Berlin-Schöneberg
  - die Villa Geisberg mit der Kroatischen Botschaft in der Ahornstraße 4[7]
  - das Wohnhaus Maienstraße 3[8]
  - das Wohnhaus Maienstraße 4[9]

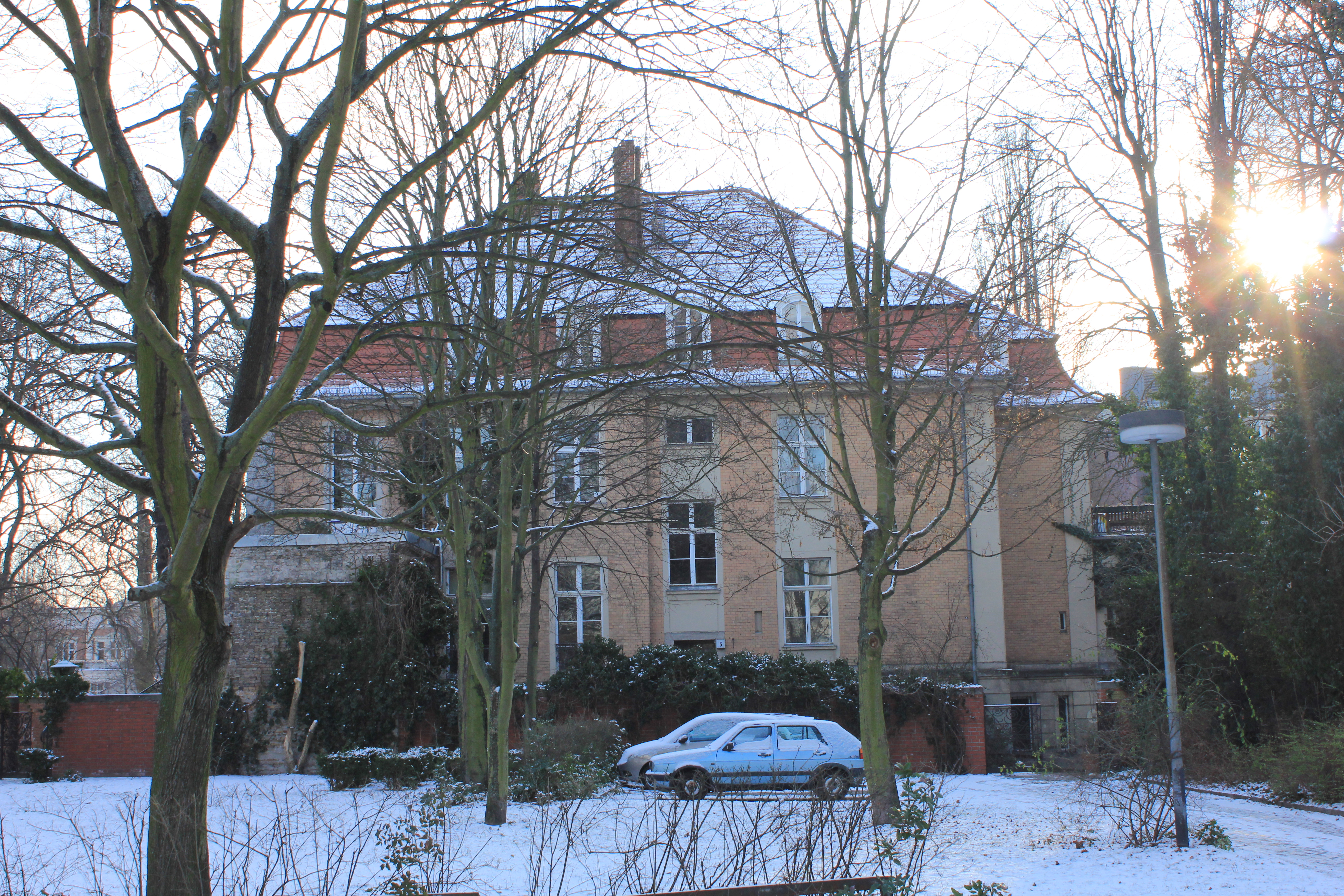
Villa Ullstein, Derfflingerstraße 6
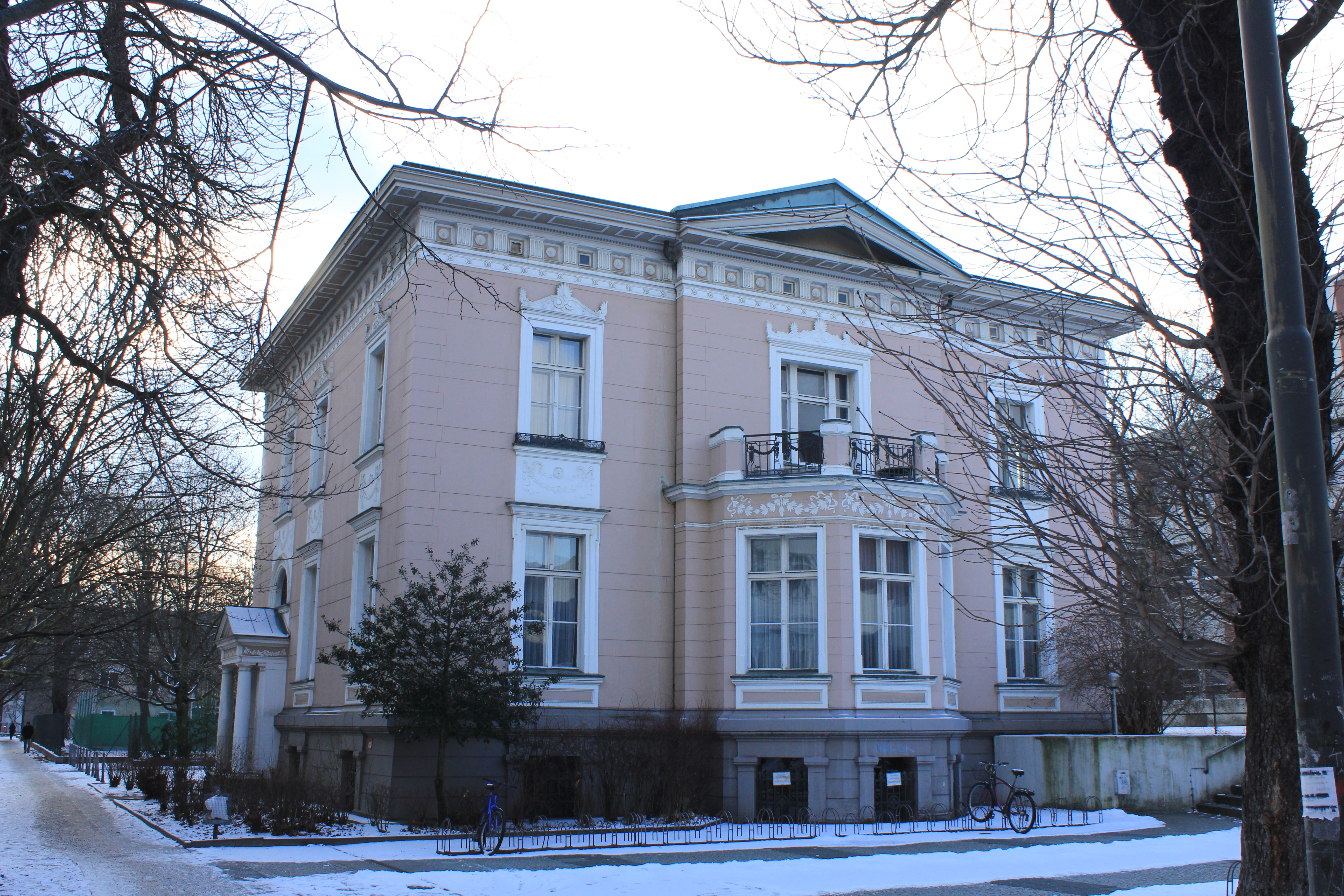
Villa Maltzan, Derfflingerstraße 8
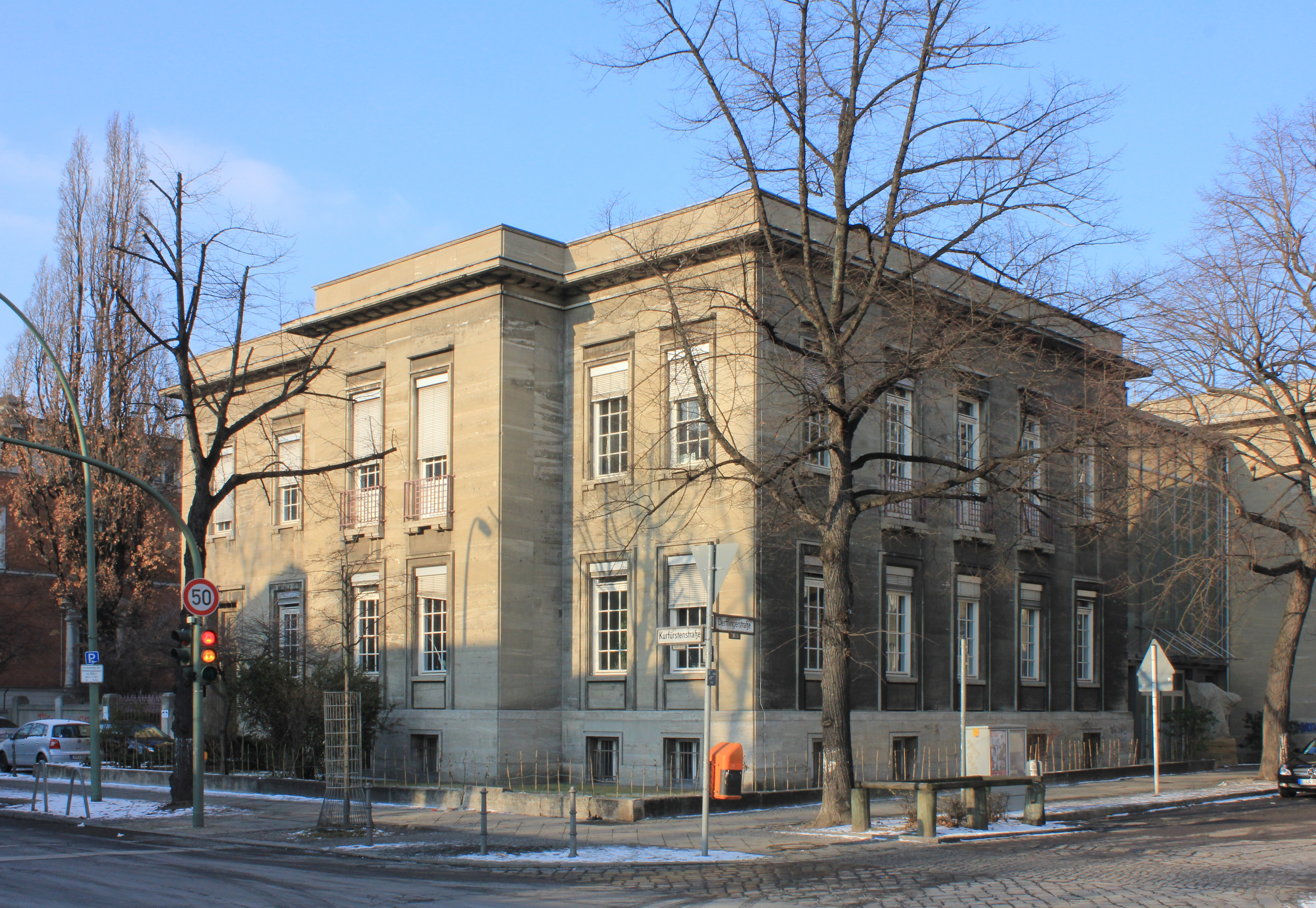
Villa Schwatlo, Kurfürstenstraße 57
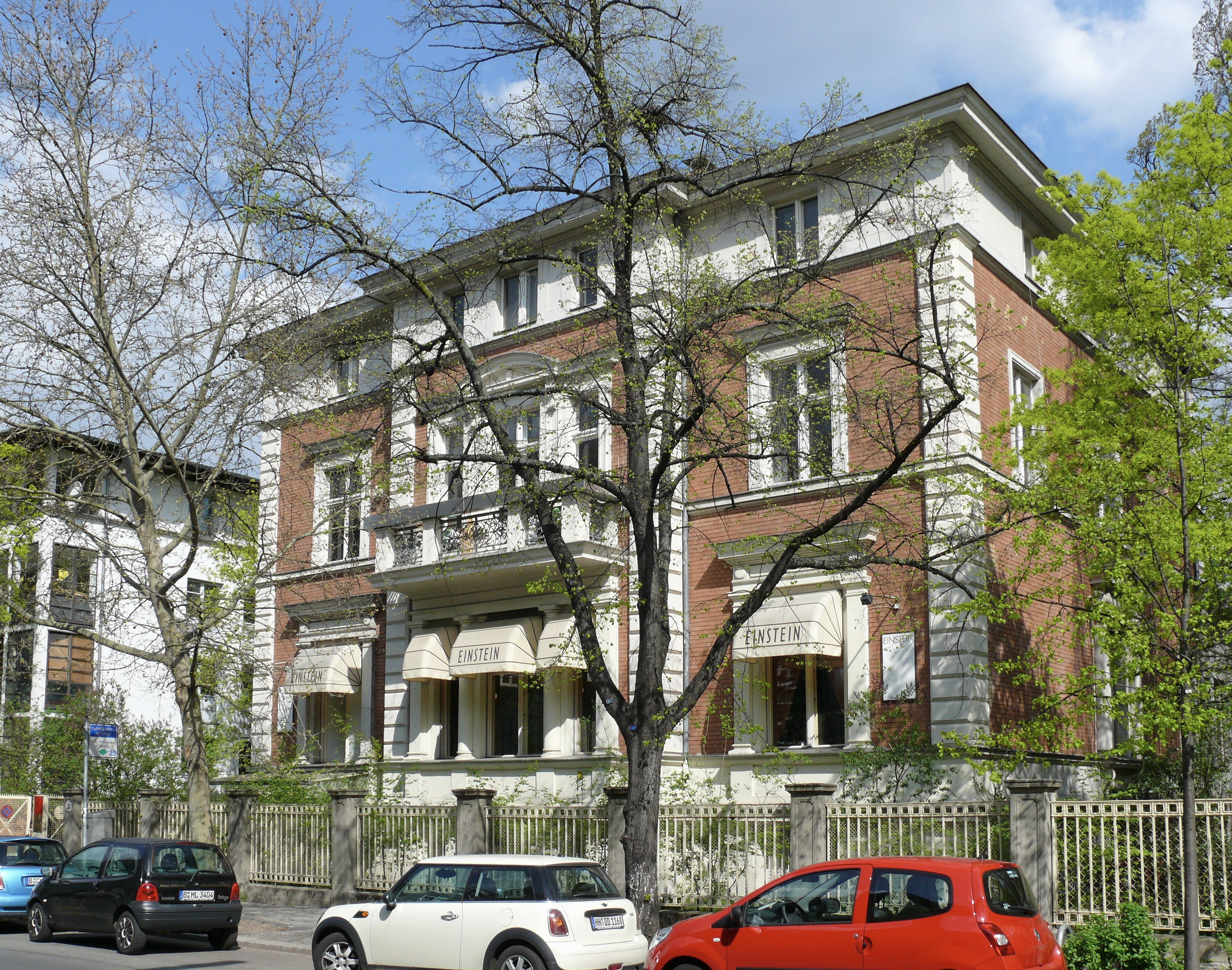
Villa Rossmann (Café Einstein), Kurfürstenstraße 58
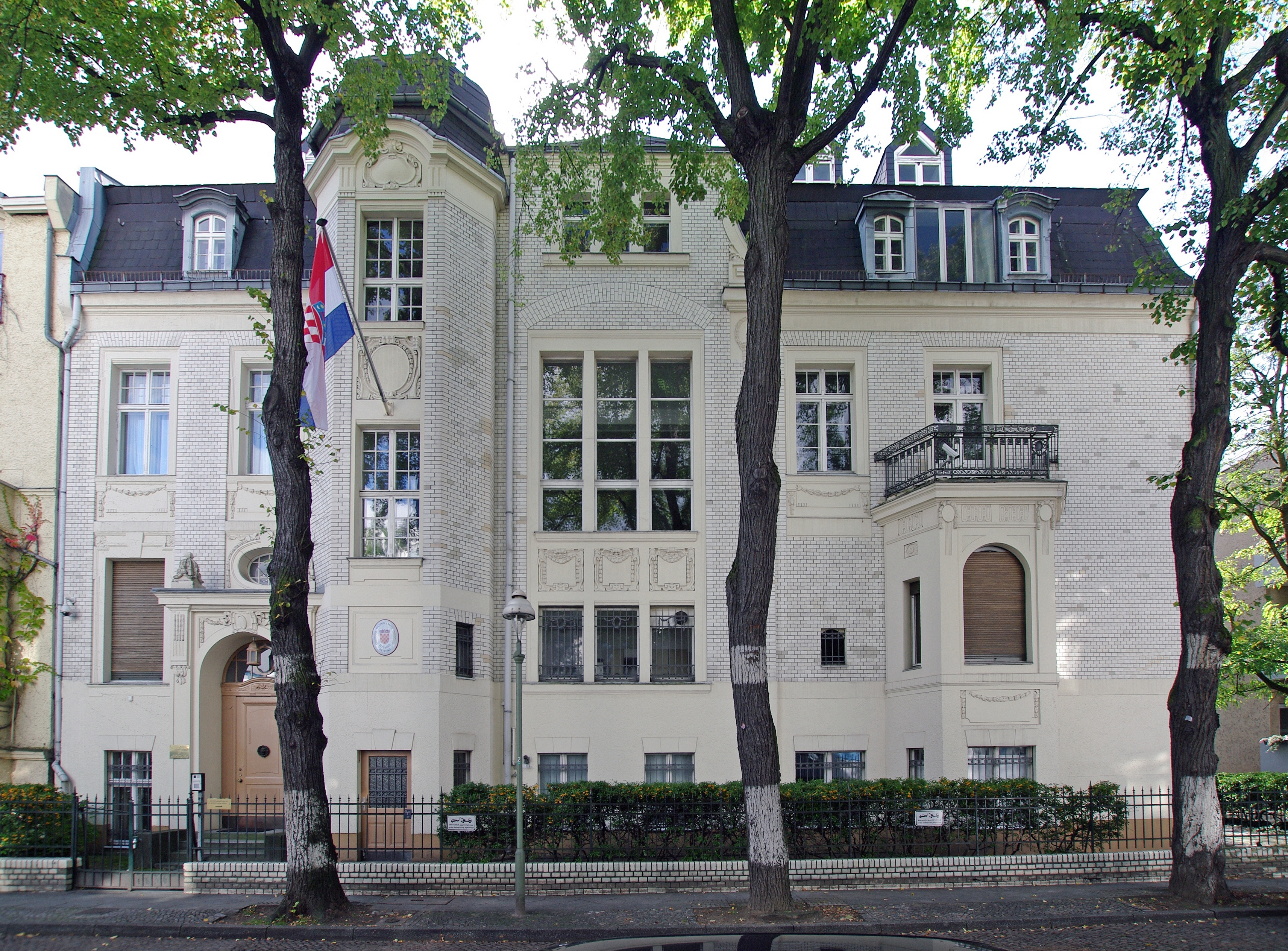
Villa Geisberg (Kroatische Botschaft), Ahornstraße 4